# Styloptera punctata
Styloptera punctata är en tvåvingeart som beskrevs av Toyohi Okada och Carson 1983. Styloptera punctata ingår i släktet Styloptera och familjen daggflugor. Inga underarter finns listade i Catalogue of Life.